# Ruth Bessoudo Courvoisier
Ruth Bessoudo Courvoisier, nom d'artiste Ruth Bess, de nationalités allemande, espagnole et brésilienne, née à Lübeck le 14 juillet 1914 et morte à Paris 15e le 19 mai 2015, a étudié le dessin, le graphisme et la gravure.
Elle a contribué au développement de la gravure moderniste des années 1960 au Brésil en tant que membre de l'atelier de gravure libre du Musée d'Art moderne de Rio de Janeiro et en participant à de nombreuses expositions et biennales de gravure, collectives ou personnelles, dans le monde entier.

## Biographie

### Famille et enfance en Allemagne
Ruth Bessoudo Courvoisier naît à Lübeck, en Empire allemand, le 14 juillet 1914 d'une mère allemande, Clara Böhm, actrice de théâtre exerçant sous les pseudonymes de Ariste Parnos et Clara Kollendt, et d'un père ottoman originaire d'une famille de banquiers juifs séfarades d'Istanbul, Haïm Isaac Bessoudo, exerçant la profession d'importateur de marchandises orientales, principalement des tapis. En ce début de Première Guerre Mondiale, la famille habite Hambourg, le plus grand port d'Allemagne, lequel survit sous le blocus imposé par les forces maritimes anglaises. Toute la population souffre du chômage et de la pénurie alimentaire. En 1920, naît Désirée Fortunée Bessoudo, la sœur de Ruth.
En 1924, le décret de Primo de Rivera autorise les juifs séfarades à obtenir la nationalité espagnole ; Haïm Isaac Bessoudo l'obtient pour lui-même ainsi que pour son épouse et ses deux filles Ruth et Désirée.[réf. nécessaire]

### Pendant la Seconde Guerre mondiale
En 1932, à 18 ans, Ruth étudie à l'école des Beaux Arts de Hambourg. Elle ne parvient pas à y terminer sa première année à cause de l'arrivée au pouvoir d'Hitler en 1933 : l'école des Beaux Arts de Hambourg est alors fermée car son directeur de l'époque, Karl Schneider, est considéré par le régime nazi comme promouvant un art dégénéré. Ruth prend l'option de quitter l'Allemagne pour partir étudier à l'école de dessin, d'art et d'industrie de Copenhague au Danemark d'où elle sort diplômée en 1935.
Après un bref retour à Hambourg, d'où commencent à fuir à l'époque beaucoup d'Européens juifs en bateau vers le Nouveau Monde, Ruth part étudier en France pour se spécialiser dans le dessin d'affiche publicitaire. Elle s'inscrit pour l'année 1935-1936 à l'école de Paul Colin, célèbre affichiste français. Pendant ce séjour parisien, elle rencontre celui qui deviendra son compagnon puis son mari : Amy Bakaloff Courvoisier. Elle complète sa formation par des voyages d'étude en Europe.
Elle regagne l'Allemagne en 1939 : bien que catégorisée comme « demi-juive » par le régime nazi, elle a la chance d'être épargnée par les persécutions et trouve un travail de 1940 à 1944 comme secrétaire dans une entreprise conceptrice de produits publicitaires Rolf et Günther Berendsohn (de) à Hambourg car elle a l'interdiction du ministère de l'éducation et de la propagande du Reich d'exercer son métier de graphiste. À Hambourg, à partir de 1944, alors que les Alliés ont repris le nord de l'Allemagne, Ruth se met au service des garnisons britanniques de l'Army Welfare Service comme créatrice d'affiches. C'est en 1945, après la capitulation de l'Allemagne, qu'elle récupère officiellement son habilitation professionnelle à travailler comme graphiste. Elle réalise des dessins d'illustration de plusieurs ouvrages comme pour Maske und Schminke de Richard Ohnsorg en 1946. En 1951, elle travaille pour le HICOG (la Haute Commission Alliée) en assistant l'artiste américaine Virginia Chism Darcé à la création d'une fresque murale pour le consulat américain de Hambourg.

### Une nouvelle vie au Venezuela
Ruth rejoint son compagnon Amy Bakaloff Courvoisier, critique de cinéma à Caracas, au Venezuela. Elle y réside de 1952 à 1959 et y travaille comme dessinateur publicitaire pour les articles sur le cinéma d'Amy qui paraissent dans les journaux ou les revues spécialisées du Venezuela comme Ultima noticias ou Cine Venezuela.
Grâce à Amy qui, à partir de 1955, devient le représentant d'Unifrance pour l'Amérique Latine, Ruth l'accompagne dans de nombreux voyages à travers le monde pour la promotion du cinéma français. Elle obtient des accréditations comme attachée de presse afin d'interviewer des acteurs, des producteurs et des réalisateurs de cinéma lors des festivals. Grâce aux nombreuses relations de son mari, elle peut approcher également facilement les personnalités en vue de l'époque dans le monde des arts et de la littérature. Ce microcosme fréquente les lieux à la mode comme la Côte d'Azur.

## Carrière

### Apprentissage de la gravure au Brésil
Amy étant délocalisé pour son travail à Rio de Janeiro au Brésil en 1960, Ruth s'y installe avec lui. En 1961, lors d'un voyage à Caracas, Ruth et Amy s'y marient. Ruth, désirant se spécialiser en gravure, s'inscrit à l'atelier libre de gravure du Musée d'Art moderne de Rio de Janeiro. Cet atelier, fer de lance du tout nouveau musée de Rio, a été inauguré et dirigé par le graveur et peintre Johnny Friedlaender en 1959. De 1964 à 1969, pendant cinq années, Ruth y bénéficie d'un enseignement d'avant-garde mettant en avant les nouvelles techniques de gravure, des locaux agréables et un équipement à la pointe de la modernité. Tout le matériel de gravure, machines, encres et papiers sont fournis par l'atelier. Successivement, les chefs d'atelier et graveurs Roberto de Lamonica et Edith Behring (en) dirigent les cours où se côtoient des élèves de toutes nationalités. Ruth y travaille avec d'autres élèves comme Anna Letycia Quadros (en), Anna Bella Geiger, et Maria Bonomi (pt), lesquelles sont devenues également des artistes réputées.
Ruth opte pour la technique de la gravure couleur sur métal en taille douce à l'eau-forte et aquatinte. Elle adopte le pseudonyme de « Ruth Bess » pour signer ses œuvres. Ses sujets préférés sont la faune et la flore d'Amérique du Sud. La renommée internationale de l'atelier libre de gravure de Rio et sa dynamique implication dans l'organisation d'expositions, de conférences et d'échanges à travers le monde, permettent à Ruth de commencer à exposer dès 1967 à l'occasion de la 9e Biennale de São Paulo où elle présente quatre gravures représentant des tapirs et des tatous.
Ruth quitte l'atelier en 1969 car sa nouvelle direction impose un cursus incluant des cours d'histoire de l'Art et demande des frais d'inscription en forte augmentation. Sa carrière artistique en tant que graveur est lancée et elle est désormais reconnue comme graveur par ses pairs. Elle participe à de nombreuses expositions collectives et personnelles et, de ce fait, voyage énormément de 1967 à 1990 pour exposer ses gravures dans le monde entier.

### Dernières années à Paris
Amy étant tombé gravement malade, le couple décide de revenir s'installer à Paris où ils ont de nombreux amis et pensent obtenir les meilleurs soins. En 1984, Amy Bakaloff Courvoisier meurt à l'hôpital de la Pitié-Salpêtrière.
Ruth retourne à Caracas où elle possède la plupart de ses attaches amicales et artistiques. Le point d'orgue de sa carrière artistique se produit avec sa dernière exposition personnelle « Los Armadillos de Ruth Bess » au Musée des Beaux-Arts de Caracas en 1990. Cette exposition coïncide avec son retour définitif en France. Elle installe son petit atelier dans un appartement de Paris 15e.
Atteinte par la maladie d'Alzheimer, elle est placée en long séjour à l'hôpital de Vaugirard à Paris 15e en 2005, et mise sous tutelle en 2013. Elle y meurt à l'âge de 100 ans le 19 mai 2015.

## Œuvre

### Œuvres dans collections publiques
- Brésil
  - Pinacothèque de l'État de São Paulo, São Paulo[réf. souhaitée]
  - Museu de Arte Contemporânea do Paraná (pt), Curitiba[17]
  - Musée d'Art moderne de São Paulo, São Paulo[18]
- Colombie
  - Musée d'Art moderne de Medellín, Medellín[19]
- États-Unis
  - Art Museum of the Americas, Washington : 4 estampes en couleur[20]
  - Museum of Modern Art, New York[21]
- France
  - Musée des Beaux-Arts de Bordeaux, Bordeaux[22]
- Venezuela
  - Museo Carmelo Fernandez, San Felipe[23]

### Expositions personnelles
- Pan American Union Gallery, « Engravings by Ruth Bess », Organization of American States, Washington, États-Unis, 1972.
- Galerie Estudio Actual, Caracas, Venezuela, 1977
- Los Armadillos de Ruth Bess[24], Musée des Beaux-Arts de Caracas, Caracas, Venezuela, 1990